# Janusz Latalski
Janusz Latalski z Latalic i Łabiszyna herbu Prawdzic (zm. 1557) – wojewoda inowrocławski i poznański.
Syn Jana Latalskiego, kasztelana gnieźnieńskiego i Zofii Skockiej. Brat Jana, arcybiskupa gnieźnieńskiego. Poślubił Barbarę Kretkowską, córkę Mikołaja, wojewody inowrocławskiego. Z małżeństwa urodziło się pięcioro dzieci. Synowie: Stanisław (1531–1598), starosta inowrocławski i człuchowski, Janusz i Jerzy (zm. 1602). Córka Anna została żoną Jana Krotoskiego, wojewody inowrocławskiego.
Jako pierwszy pisał się z Łabiszyna. W roku 1516 został starostą inowrocławskim. Pełnił urząd kasztelana lądzkiego od 1520. W 1529 roku udał się z innym rycerstwem polskim na wyprawę na Tatarów. Został schwytany w Oczakowie i dostał się do niewoli. Został wykupiony przez swego brata Jana, ówczesnego biskupa poznańskiego.
Od 1530 roku piastował też urząd kasztelana gnieźnieńskiego, od 1535 wojewoda inowrocławski, od 1538 – wojewoda poznański; był także starostą człuchowskim. W 1538 mianowany hrabią Państwa Rzymskiego. W 1543 posłował do cesarza Ferdynanda w celu skojarzenia małżeństwa króla Polski Zygmunta II Augusta z Elżbietą Austriaczką. Na sejmie 1552 obronił też Stanisława Orzechowskiego przeciw biskupom.
Był rycerzem Zakonu Grobu Bożego w Jerozolimie.